# Mousetrap (arma)

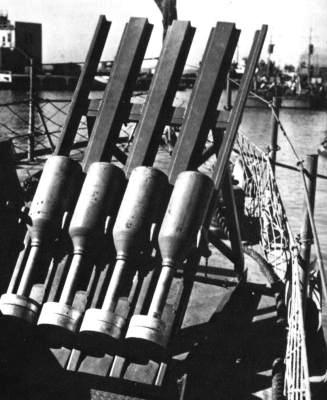
Lanzacohetes antisubmarino Mark 20, de cuatro rieles.

El Mousetrap (en inglés: «ratonera») fue un cohete antisubmarino utilizado principalmente durante la Segunda Guerra Mundial por la Armada de los Estados Unidos y la Guardia Costera de Estados Unidos. Su desarrollo se inició en 1941 como un reemplazo para el Erizo, un arma de fabricación británica, la primera en lanzar proyectiles antisubmarinos. El erizo, sin embargo, funcionaba como un mortero de espiga, ejerciendo una presión considerable sobre la cubierta del buque, mientras que el Mousetrap era propulsado por cohetes. Como resultado, los lanzadores de cuatro u ocho rieles para los cohetes de 183 mm (7,2 pulgadas) del Mousetrap pesaban menos y eran más fáciles de instalar.
Los cohetes pesaban 65 libras (29 kg) cada uno, con una ojiva cargada con 15 kg (33 libras) de Torpex y una espoleta de impacto igual que el Erizo.
Para el final de la guerra, alrededor de 100 Mousetrap Mark 22 se instalaron en buques de la marina estadounidense incluyendo 12 destructores (tres unidades por nave) y varios cazasubmarinos (por lo general, dos unidades por nave).

## Especificaciones
- Peso : 29 kg (65 lb)
- Ojiva: 15 kg (33 lb)
- Alcance: unos 280 m
- Cadencia: un cohete cada tres 3 segundos (máxima)
- Número de rieles:
  1. Mark 20: 4
  2. Mark 22: 8